# 瑪瑙堰
瑪瑙堰（めのうせぎ）は、かつて長野県長野市に存在した用水路である。
旧箱清水村と旧鑪村が中心となって1873年（明治6年）に完成させ、田用水や飲用水としての利用が試みられたが、長大さと漏水の酷さが災いして維持修理費用がかさみ、1897年（明治30年）には運用を終えた。長野市の上水道計画に先鞭をつけたと評価されている。

## 概要
延長約13.5キロ。幅4尺、深さ2尺～3、4尺。水源の瑪瑙沢にちなみ「瑪瑙堰」とするのが正式だが、「箱清水用水」、「箱清水田用水」との表記も見られる。また、工事に中野騒動の徒刑囚を用いたため「徒刑堰」「トケ堰」、工事の中堅だった内田権四郎（箱清水村組頭）にちなみ「権四郎堰」と芋井の住民が呼んだとの記録が残る。

## 地理
長野市戸隠に位置する長野市上水道貯水池の源流の瑪瑙沢に取水口を設けた。飯綱山麓を南西に流れ、大座法師池付近から戸隠道に沿い、泉平付近で鑪村方面へ分水し、荒安村との境で湯福川に流入した。山沢や谷との交差には土堤を築いて木樋または土管を通し、掛樋を渡して通過した。湯福川の水は御嶽神社南で取水し、戸隠道に沿って湯福神社境内まで引水し田用水等に用いられた。鑪村への分水路は鑪村内で再び分水し、それぞれ濁沢と湯福川に流入した 。

## 歴史
善光寺周辺の街は古くから水の確保に悩まされた。とりわけ鐘鋳川以北では湯福川や大峰沢などの水量の少ない河川や溜池に頼る他なく、農業を主産業とした箱清水村はたびたび旱害に襲われた。箱清水村は江戸時代より飯綱山方面からの引水を計画していたが、所領が複雑な地域であり実現には至っていなかった。
明治時代に入ると長野県に一括され広域の水利事業が容易になり、箱清水村は戸隠の瑪瑙沢からの引水計画に向けて動き始めた。1871年（明治4年）8月末に庄屋内田與右衛門はじめ村役人ら7名が水路の実地検分を行ない、長野県庁に対して嘆願書を届けた。用水不足と貧村の困窮を訴え、瑪瑙沢の水を県庁の用水とし、余水を田用水に用いるというものだった。箱清水村は用地の借り上げを進め、飯綱原を入会地としていた上ヶ屋村・京田組・入山村・広瀬村・泉平村・茂菅村・鑪村・新井組に対し用地の地租として毎年籾三俵を支払うことを同年11月までに取り決め、水源地周辺の戸隠村・日照田村・上楠川村・下楠川村のほか、従来瑪瑙沢を使用していた上野村についても、為替水を戸隠村から引き込み旱魃時には瑪瑙沢の全水量を上野村へ回す条件で翌年8月に合意した。入会地を除き用水が実際に通過する泉平村・京田組・新安村とは1873年（明治6年）以降用水路の竣工の後に用地分の地租の支払いを取決めている。この間、1872年（明治5年）2月に長野県庁の役人による検分があったほか、1871年（明治4年）12月、箱清水村の動きを見て、同じく用水の確保に難渋した鑪村が提携した。これ以降箱清水村と鑪村の共同事業になる。
用地の交渉が進むたびに建設許可の陳情書を送っていたが1872年（明治5年）8月、県庁用水としての利用は除外して許可が下り、8月25日に取水口に水神祠が勧請されて工事が始まった。
1873年（明治6年）4月4日に通水式が行われ、同7月24日に県庁へ完成の報告と瑪瑙堰の命名を通達し、同9月10日、用水路の末端にあたる湯福神社境内に水神碑が勧請された。用水の成功に期待し1874年（明治7年）に東門町、翌年に伊勢町、岩石町から飲用水に使うため、また県庁も非常備蓄水として分水の申し出があり、それぞれ合意している。しかし工事が未熟であるため所々で漏水し通水は思うようにいかず、明治天皇巡幸に際し、1878年（明治11年）の県庁の報告では「水源より揚口には十分通水これ有候得共、飯綱山横堰にて里程一里二十丁程流水旱魃にて干上がり、およそ五丁まで絶水仕り候。上ヶ屋のうち字京田村内、出水これ有候得共、十丁ほどにて絶水、およそ五、六丁程さらに通水これなし。大峰山ならびに北谷合の出水、村方用水、御県庁へ分水に相成候。」とあり、ほぼ通水していなかった様子が窺える。また堰を破壊し通水を妨害する者もいたため村民が交代で見回りを行なったほか、県庁の役人にも頼んで周辺に説諭させている。
資本金は村方で出資したが、修繕費は村内の課賦と他町への分水金によって賄った。開削には1685円、修繕のための人足賃や資材費に毎年およそ100円を費やし、課賦は年々増加した。
1882年（明治15年）、豪雨のため山間部の堰が崩壊し、修繕費は両村民の大きな負担となったため翌年より放棄した。その後も送水は続けられ、1888年（明治21年）の信濃毎日新聞には、「4、5寸直径の管内に満ちる」程度の用水が田用水や飲用水に用いられていると書かれている。しかし後述するように、長野町周辺の飲用水としての利用が試みられたがいずれも達成し得なかった。1897年（明治30年）11月27日、箱清水村総代は借地の返還を決定し、箱清水村・鑪村両村による瑪瑙堰の運用を終えた。以降、瑪瑙堰の水利権は戸隠村上野（旧上野村）の住人が所有したが、長野市は上水道の水源を瑪瑙沢としたため、1913年（大正2年）に至って溜池の築造費用と引き換えに水利権を長野市に譲渡し、瑪瑙堰は使用不可能となった。

## 長野市上水道との関わり
瑪瑙堰を整備し長野町（長野市）の飲用水として用いる試みが見られた。
1880年（明治13年）、露木某が、堰を分水して長野町の飲用水に用いる事を長野戸長と長野町会に諮問した。1882年（明治15年）、箱清水村出身の町会議員が、瑪瑙堰を長野全町の資力をもって修築し田用水と長野町の消防水に用いるとして建議書を提出したが方法が不完全であるとして否決された。1883年（明治16年）、北佐久郡小諸町の小林某が、堰を修理し長野町の飲用水に使うことを長野町戸長および町会議員に諮ったが否決された。1888年（明治21年）5月、長野町から瑪瑙堰を改修して長野町の防火用水と飲用水に用いるとして申し出があり、分水契約を結んでいる。長野町による引水整備は1893年（明治26年）頃まで活動が見られるが実現には至らず、1826年（大正15年）まで持ち越される。また1885年（明治18年）の長野町・西長野町・南長野町・鶴賀村による四ヶ町村連合水利組合の測量調査では戸隠道及び瑪瑙堰を仮の水道路とした。瑪瑙堰は失敗に終わったが、長野市における水道整備の発端としての見方が強い。